# Václav Rajmund Petr
Václav Petr, též Václav Rajmund Simeon Petr (rusky Вячеслав Иванович Петр - Vjačeslav Ivanovič Petr, 17. února 1848, Opočno - 5. dubna 1923, Brno) byl český klasický filolog, učitel a hudební teoretik, jeden z prvních badatelů starověké řecké hudby a hudební vědy působících v Rusku.

## Život a činnost
Narodil se v Opočně do rodiny venkovského učitele hudby. V roce 1869 absolvoval klasické gymnázium v Rychnově nad Kněžnou v Hradci Králové. V letech 1869-1872 studoval na pražské univerzitě klasickou, slovanskou a srovnávací filologii.
Od roku 1872 žil trvale v Rusku, pokračoval ve studiu na Petrohradské univerzitě, kde v roce 1873 získal diplom učitele starověkých jazyků s právy kandidáta.
V letech 1873-82 vyučoval klasické jazyky na gymnáziích v Kyjevě a Oděse. V roce 1882 obhájil disertační práci z klasické filologie na univerzitě sv. Vladimíra v Kyjevě. V letech 1883-85 zastával vedoucí funkce na gymnáziích v Kamenci Podolském a Kyjevsko-Pečerském. Od roku 1885 byl také soukromým odborným asistentem na Kyjevské univerzitě sv. Vladimíra. V roce 1904 v Kyjevě založil vlastní klasické gymnázium, kde také vyučoval. V letech 1908–1917 byl profesorem na Historickém a filologickém institutu v Nižyně, v letech 1918–20 na Ukrajinském institutu v Kamenci Podolském.
V roce 1921 se vrátil do vlasti. Zemřel dne 5. dubna 1923 v Brně a byl pochován na tamním Ústřední hřbitově na Vídeňské ulici (skup. 75, řada 1, hrob č. 4).

## Tvorba
Petr se coby vystudovaný hudebník zabýval také starověkou hudbou, jejíž řídce dochované pozůstatky se snažil pomocí důmyslných teorií začlenit do originálního systému.
Byl autorem řady článků o klasické filologii a staré hudbě (v Kyjevských univerzitních novinách, v Ruských hudebních novinách, Věstníku ministerstva veřejného školství ad.) se Václav Petr proslavil zásadní monografií „O formách, laděních a modech ve starověké řecké hudbě“ (1901), první dílo tohoto druhu v ruštině. Kniha Václava Petra si v Rusku zachovala svůj význam jako hlavní referenční a vědecký zdroj o staré hudební kultuře až do poslední třetiny 20. století.
Kromě toho je Václav Petr autorem polemické monografie „O melodické stavbě árijské písně“ (1899).

### Spisy (výběr)
- Элементы античной армоники // Русская музыкальная газета 1896, № 10.
- О пифагоровой гармонии сфер // Русская музыкальная газета 1896, № 10 (?)
- Вновь открытые памятники греческой музыки // Русская музыкальная газета 1896, № 10 (?)
- О мелодическом складе арийской песни. Историко-сравнительный опыт. СПб.: Столичная скоропечатня, 1899.
- О составах, строях и ладах в древнегреческой музыке Archivováno 6. 8. 2016 na Wayback Machine. Киев: Типография Университета св. Владимира, 1901.
- Язык и пение. Лингвистико-музыкальное исследование (1906).